# Ząbkowice Śląskie
Ząbkowice Śląskie [ˌzɔmpkɔˈvʲitsɛ ˈɕlɔ̃scɛ] (tyska: Frankenstein in Schlesien) är en stad i Nedre Schlesiens vojvodskap i sydvästra Polen och huvudort i distriktet Powiat ząbkowicki. Staden är belägen cirka 63 kilometer söder om vojvodskapets huvudstad Wrocław. Tätorten hade 15 683 invånare i juni 2014 och utgör centralort i en stads- och landskommun, med totalt 22 593 invånare i kommunen samma år.

## Historia
Staden grundades som Frankenstein tidigt på 1200-talet, efter mongolinvasionen och erhöll stadsprivilegier kring 1280. Orten var belägen vid Pausebach, en biflod till Glatzer Neisse, på mark som delvis tillhörde biskopsdömet i Procan och delvis klostret i Trebnitz. Sedan 1336 hörde staden till kungariket Böhmen och tillföll efter österrikiska tronföljdskriget 1742 kungariket Preussen.
Tidigt på 1600-talet drabbades Frankenstein av pesten och en tredjedel av invånarna miste livet.
1858 drabbades orten av en stadsbrand och måste återuppbyggas. Vid denna tidpunkten rekonstruerades det lutande tornet från 1400-talet så att det skulle stå upprätt. Staden var kretsstad i regeringsområdet Breslau mellan 1816 och 1945, från 1871 även som del av Tyskland. Kring 1900 hade Frankenstein cirka 7 890 invånare. Staden var då ännu omgiven med murar, hade progymnasium, katolskt lärarseminarium och kloster. Staden hade mångsidig industri och i närheten fanns magnesit- och nickelgruvor. 
Efter det andra världskriget hamnade staden öster om Oder–Neisse-linjen och tillföll Folkrepubliken Polen. Staden döptes till Ząbkowice Śląskie av de polska myndigheterna 1946. I samband med detta fördrevs den del av den tyska befolkningen som ännu inte flytt området.

## Sevärdheter

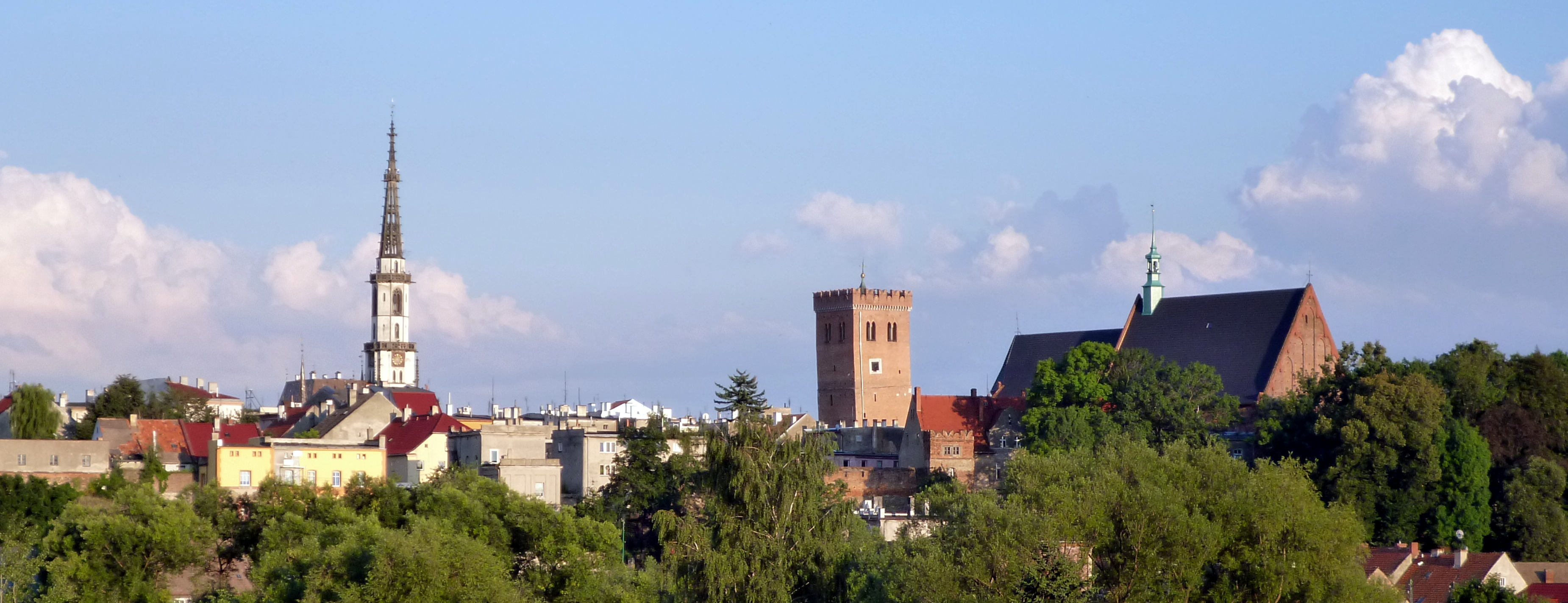
Panoramabild

- S:a Annakyrkan från 1300-talet har byggts om och till flera gånger och fick sitt nuvarande utseende vid en nygotisk ombyggnad 1893-1895.
- Det lutande tornet från 1400-talet står nordost om kyrkan och är stadens viktigaste landmärke.
- S:t Georgskyrkan, ursprungligen uppförd av riddaren Johannes Secklin och Hermann von Reichenbach som den Heliga gravens korsriddares kyrka. Från 1538 blev kyrkan stadskyrka och har byggts om flera gånger. Väggmålningarna på södra sidan av koret är från 1300-talet.
- Dominikanklostret med klosterkyrkan från 1300-talet förstördes 1428 och byggdes åter upp efter 1450. Klostret stod tomt från 1548 under reformationen och överlämnades till protestanterna 1576. I samband med motreformationen i Schlesien återlämnades kyrkan 1629 till dominikanerna. Efter sekulariseringen i Preussen 1810 blev kyrkan från 1815 åter protestantisk kyrka. Sedan 1946 är klostret åter i bruk som franciskannunnekloster.
- Barmhärtighetsbrödernas kloster, kyrka och hospital från mitten av 1800-talet.
- Rådhuset, uppfört 1862-1870 enligt ritningar av Alexis Langer som ersättning för renässansrådhuset från 1500-talet som brann ned 1858.
- Stadsmuren från 1200-talet och 1300-talet är till stora delar bevarad. Befästningarna moderniserades och byggdes ut på 1500-talet.

## Kända personer från orten
- David Pareus (1548–1622), tysk teolog och reformator
- Karl Adolf von Strotha (1786–1870), preussisk officer och krigsminister
- Fritz Erler (1868–1940), tysk konstnär
- Wilhelm Kroll (1869–1939), tysk klassisk filolog